# Oxaenanus glaucopis
Oxaenanus glaucopis là một loài bướm đêm trong họ Noctuidae.